# Jaskinia Komonieckiego
Jaskinia Komonieckiego lub Grota Komonieckiego – jaskinia we wschodniej części Beskidu Małego, w obrębie Parku Krajobrazowego Beskidu Małego. Administracyjnie znajduje się w granicach wsi Las w województwie śląskim, w powiecie żywieckim, w gminie Ślemień.

## Położenie
Jaskinia Komonieckiego znajduje się na wysokości około 700 m n.p.m. w źródliskowym obszarze potoku Dusica, na północ od zabudowań wsi Las i nieco na południowy wschód od szczytu Łamanej Skały – na zachodnich zboczach tak zwanego Pośredniego Gronia, bocznego grzbieciku odchodzącego od Smrekowicy.
Około 50 m poniżej jaskini wzdłuż potoku Dusica znajduje się malowniczy wodospad Dusiołek o szerokości ok. 4 m i wysokości 5 m. Jest to największy wodospad w Beskidzie Małym.
Najwygodniejsze dojście do jaskini prowadzi boczną drogą od szosy Żywiec – Sucha Beskidzka wzdłuż potoku Dusica (około 1,5 h). Niedaleko groty przebiega żółty szlak turystyczny: skrzyżowanie „Anula” – Las.

## Opis jaskini
Do jaskini wchodzi się wygodnym otworem o szerokości około 16 m i wysokości 2 m, częściowo ograniczonym dużym głazem, który odpadł od stropu. Można zwiedzać ją bez latarki. Bezpośrednio nad wejściem z płyty skalnej spada niewielki strumyk, który zimą tworzy niezwykłe formy lodowe. Jaskinia jest bezpieczna dla turystów i nie wymaga specjalistycznego sprzętu, czy też doświadczenia speleologicznego.
Jaskinia składa się z jednej dużej komory o powierzchni 115 m². W głąb skały wnika na 11 m, a jej przekątna ma długość 17 m. Jest dość niska. Przy otworze ma wysokość 2 m, we wnętrzu zaś przeciętnie 1,5–1 m i tylko w jednym miejscu na krótkim odcinku można się swobodnie wyprostować. Strop nie potrzaskany, ale miejscami wskutek wietrzenia skała jest krucha i łuszcząca się. Jest też w niej wiele zagłębień i zniszczonych fragmenty kotłów eworsyjnych. Występujące na wschodniej ścianie podłużne gzymsy i wnęki, świadczą, że kiedyś była modelowana przez wody płynące. Dno jest w większości płaskie, choć miejscami nierówne. Występujące w nim mniejsze i większe doły to skutki jej rozkopywania.
W środku jaskinia jest sucha, natomiast w części przyotworowej wilgotna z powodu wody ściekającej ze stropu. Część tylna jaskini znów jest wilgotna, ze stropu i ściany skapuje tutaj woda. Jest oświetlona niemal do najdalszych zakamarków. Ściany i strop wokół otworu porastają mchy. Przewiew występuje tylko w pobliżu otworu. Z nacieków występują tylko drobne grzybki naciekowe. Ze zwierząt w jaskini obserwowano muchówki, motyla szczerbówka ksieni i ptasie gniazdo.

## Badania naukowe
W latach 1986–1992 w jaskini i jej otoczeniu prowadzone były badania interdyscyplinarne:
- J.M. Waga prowadził badania genetyczno-morfologiczne,
- E. Foltyn prowadził badania archeologiczne[4].

Namulisko jaskini ma miąższość około 0,8 m i składa się z dwóch warstw autochtonicznej gliny żwirowatej i piaszczystej. Z domieszka kamieni i większych płyt zlepieńców. W trakcie badań archeologicznych znaleziono w nim resztki dużego ogniska oraz fragmenty ceramiki datowanej na późne średniowiecze (I połowa XVII wieku), krąg zająca, i muszle ślimaków, w tym Arianta arbustorum. Przed wejściem do jaskini znaleziono fragment wióra z kwarcystycznego piaskowca, co może być dowodem na czasowy pobyt w jaskini jakiejś kultury ludzkiej z końca plejstocenu lub początku holocenu.

## Historia
Po raz pierwszy jaskinię opisał żywiecki wójt Andrzej Komoniecki w swojej kronice Dziejopis Żywiecki w 1704 roku: W Ślemieńskim zaś Państwie w Pośrednim Groniu w Hali Siwcowej nad wsią Lasem jest skała wielka, co przed nią wierzchem woda idzie, a pod nią dziura jest, w którą może sto statku wegnać i w niej tam sposobnie stanąć; będąc w skale obszerno, jak jaskinia jaka z natury uczyniona.
Opis Komonieckiego wskazuje, że do jaskini można było „sto statku wegnać” – czyli stado zwierząt hodowlanych. Istnieje przekaz, że jaskinia służyła temu celowi w czasie II wojny światowej. Wtedy gospodarze z pobliskiego Targoszowa ukrywali w niej konie przed okupantem, w styczniu 1945 r. podobno ukryto w niej 50 koni. Grota służyła również jako schronienie dla partyzantów.
Dla turystyki została odkryta w maju 1983 roku przez Aleksego Siemionowa, działacza Komisji Turystyki Górskiej Oddziału PTTK w Wadowicach, który w monografii „Ziemi Wadowickiej” po raz pierwszy użył nazwy „Jaskinia Komonieckiego”. Od 1993 roku grota jest pomnikiem przyrody nieożywionej.

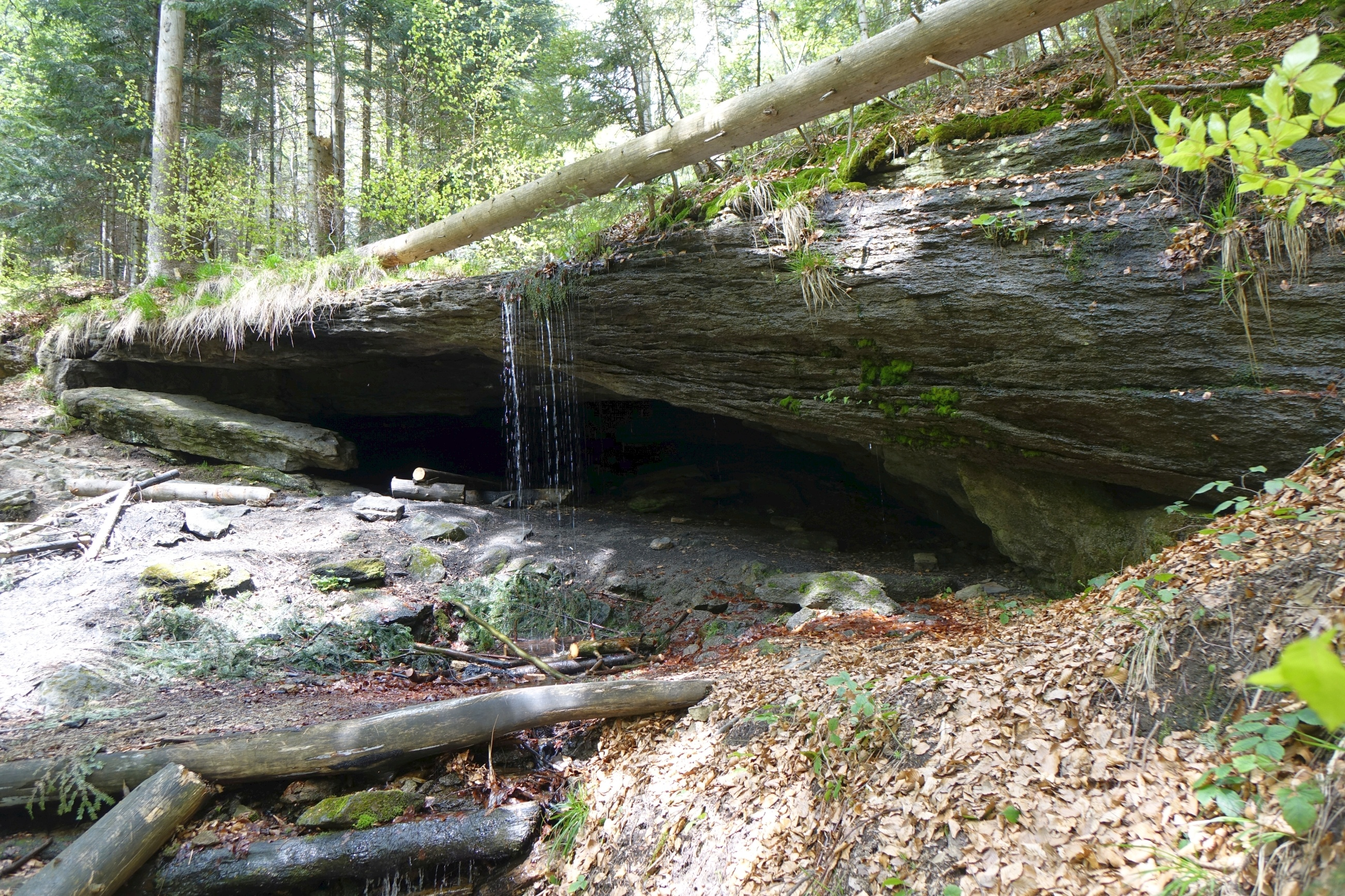
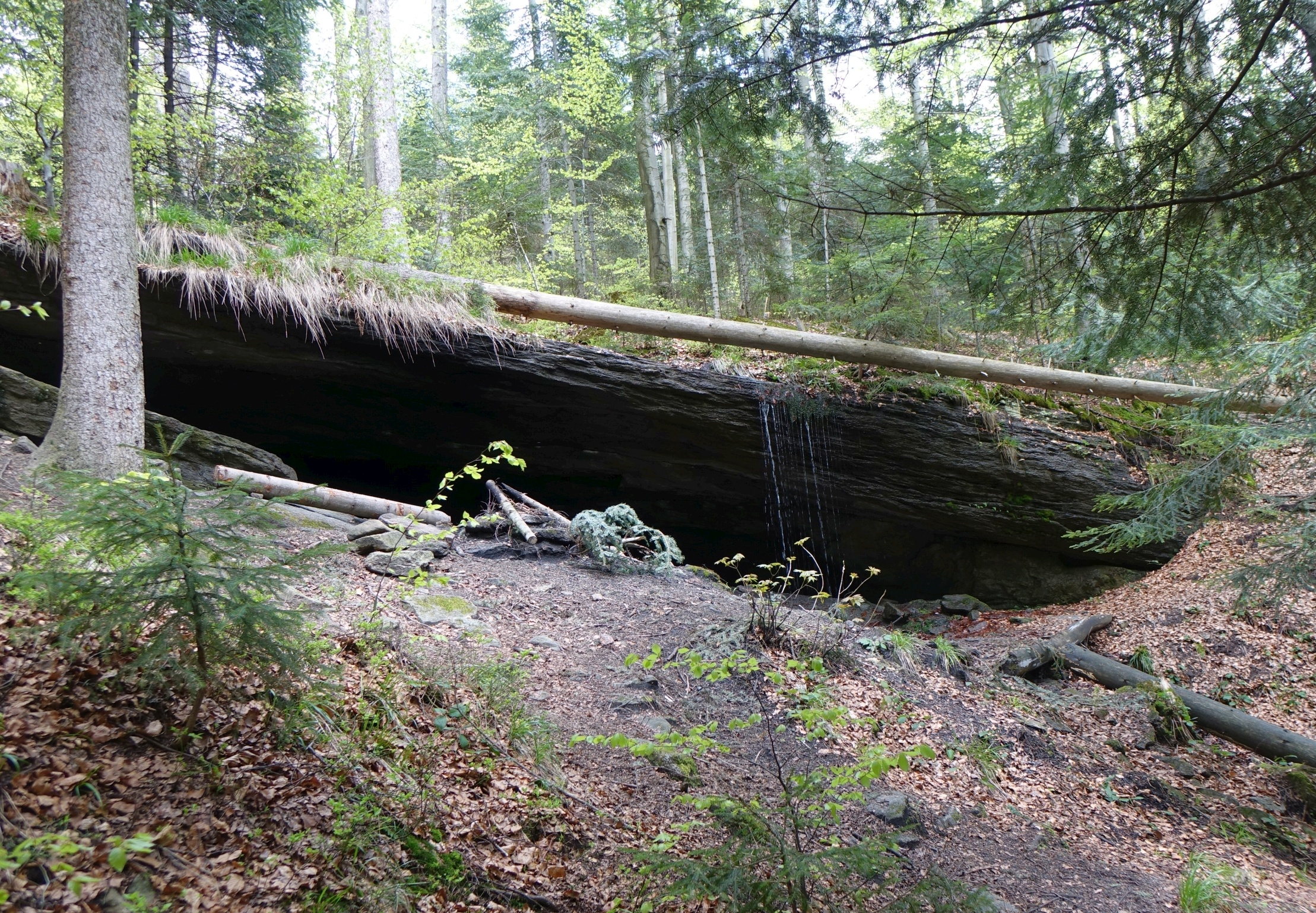
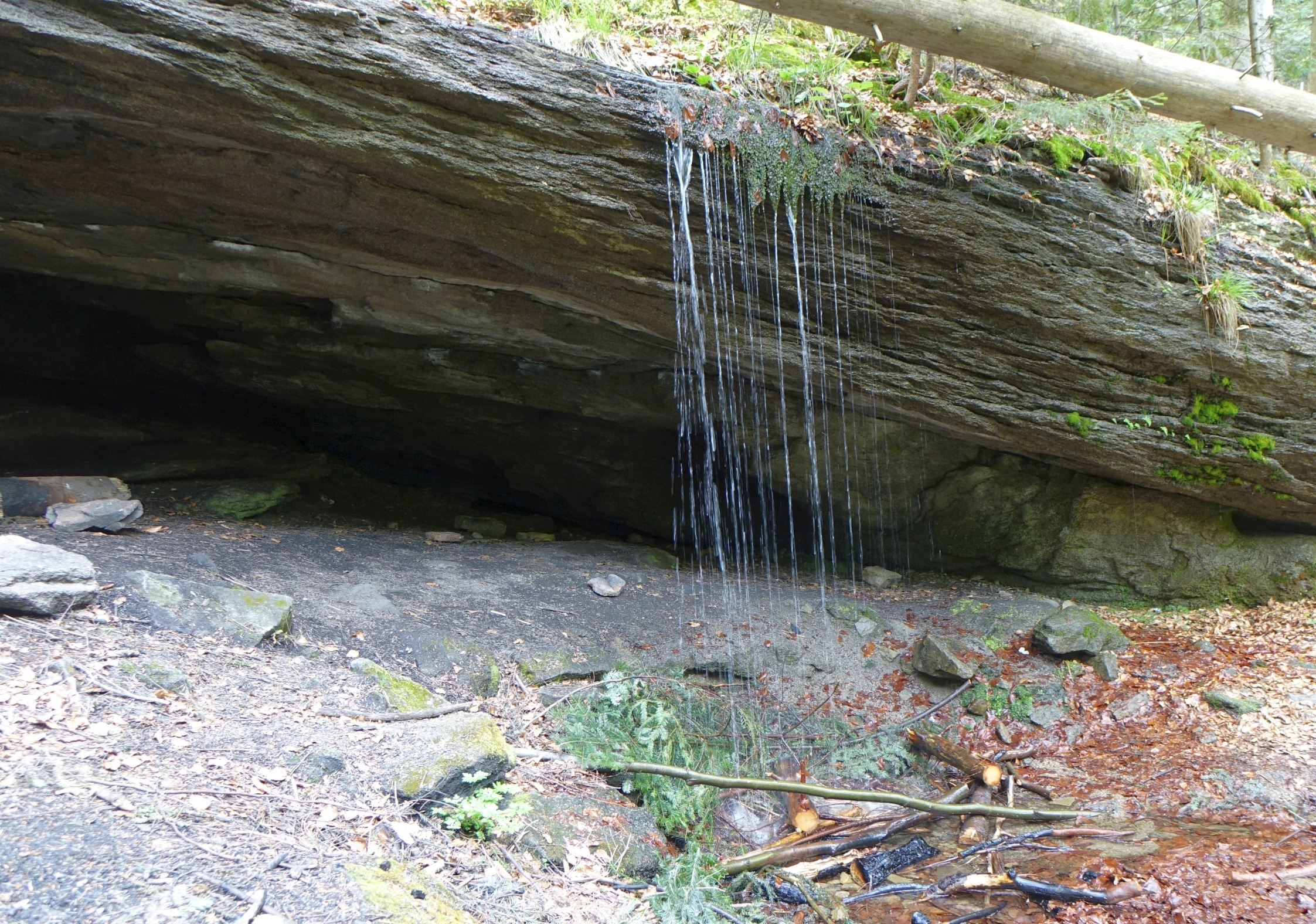
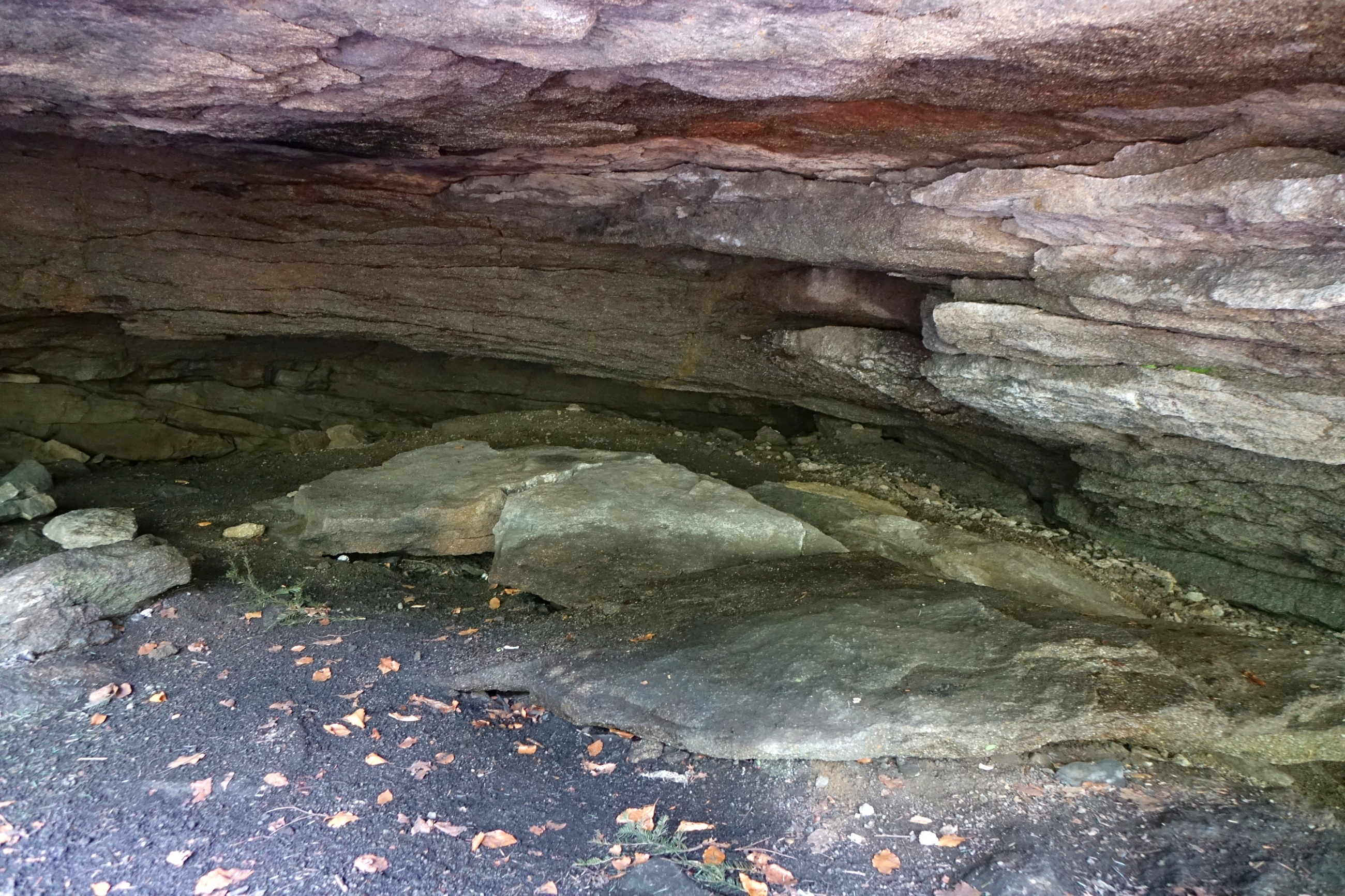
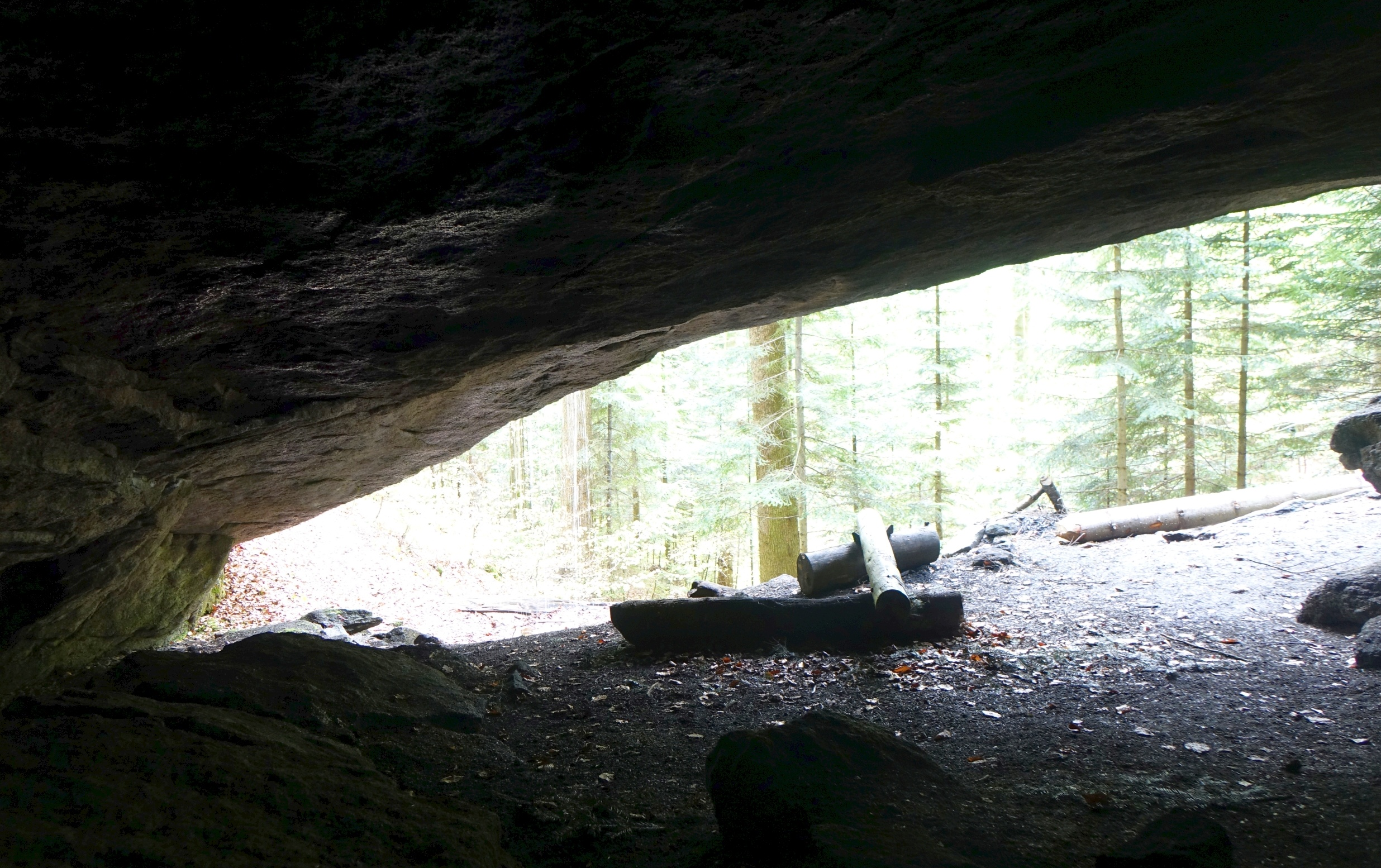
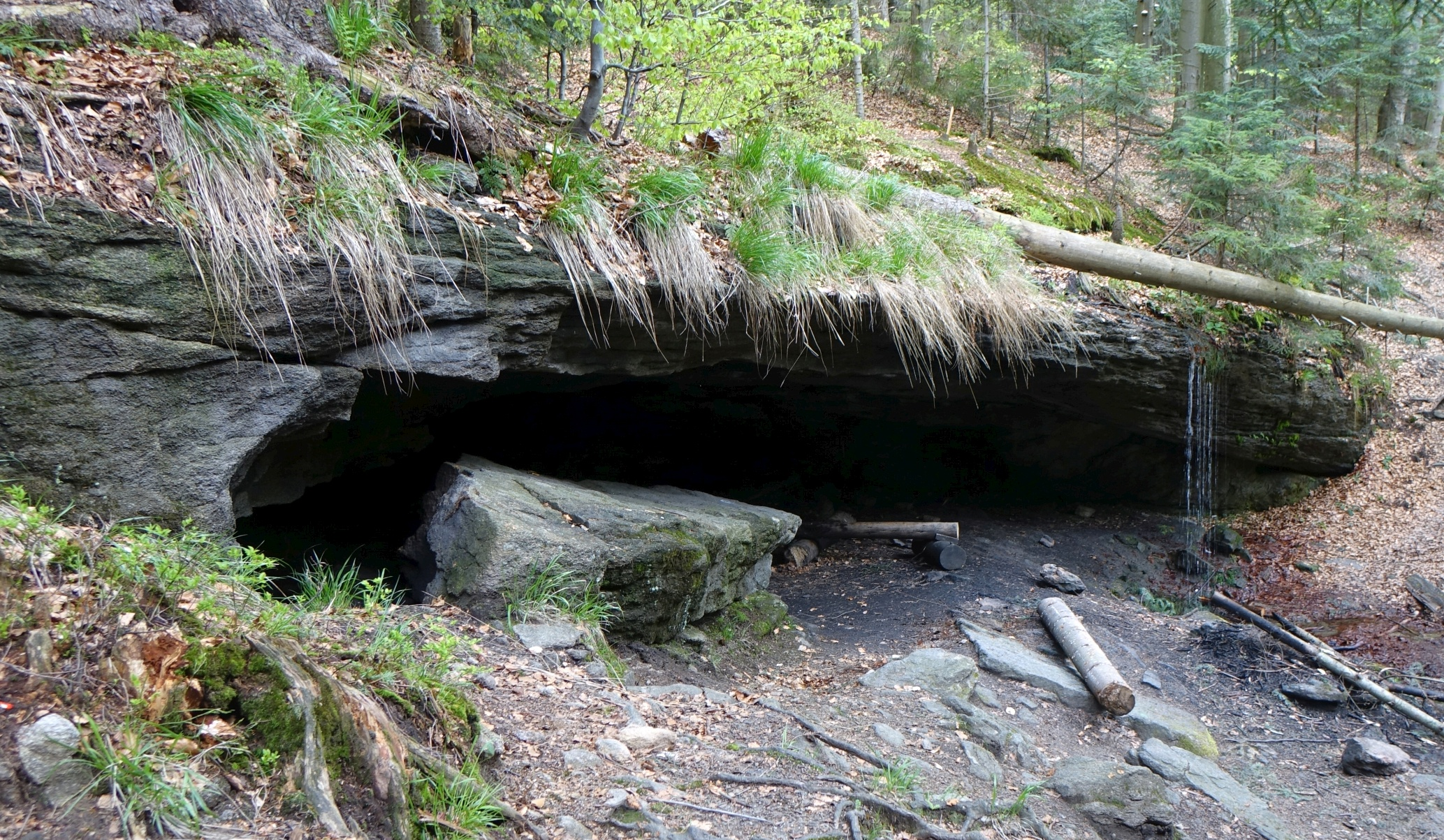
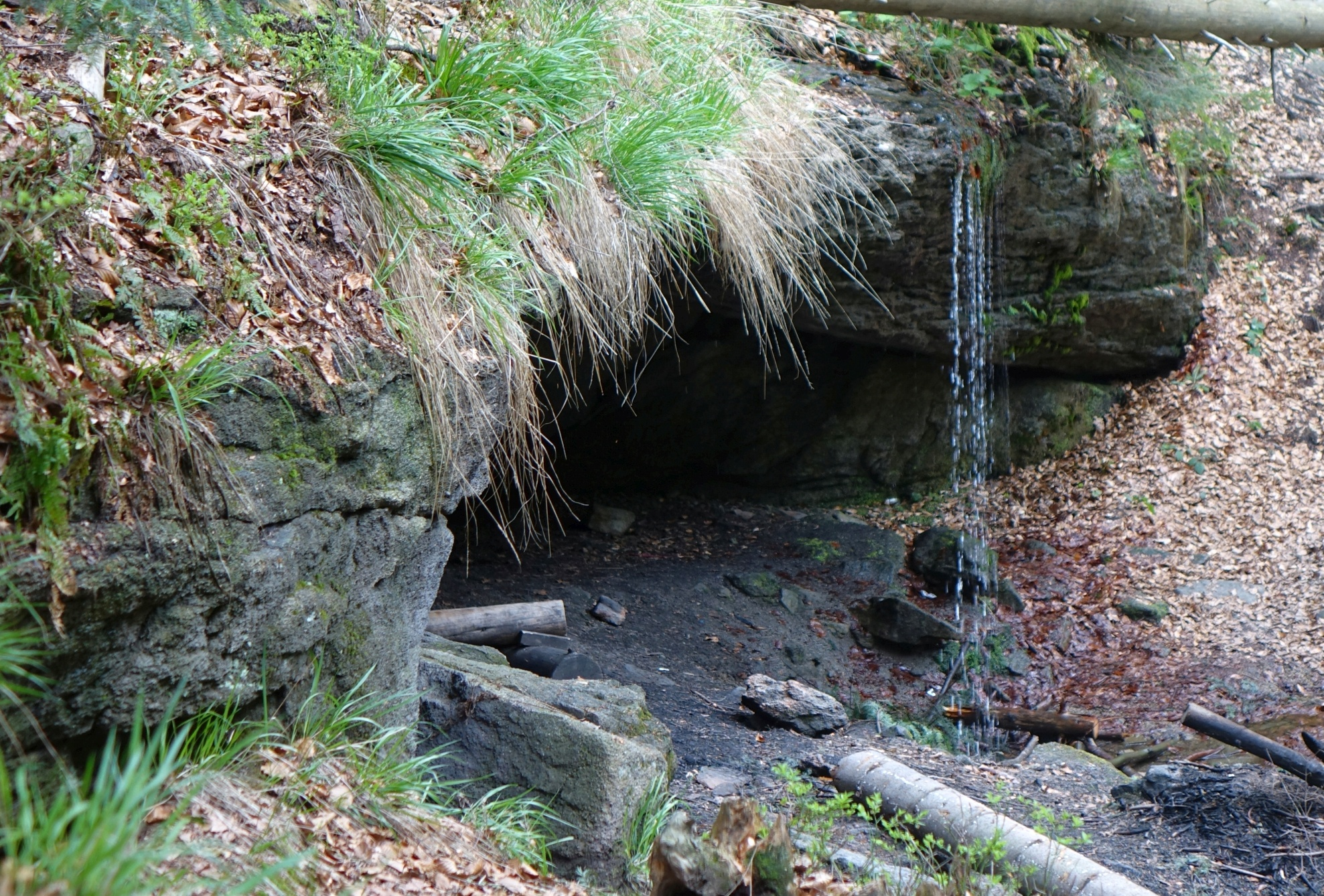

## Bouldering
Na stropie nad otworem i na skale nad Grotą Komonieckiego uprawiany jest bouldering. Jest 5 dróg wspinaczkowych i 2 kombinacje, o trudności od 6c do 8a w skali francuskiej. Najlepsze warunki są gdy skała jest sucha i chłodna, ale jeszcze przed nastaniem mrozów:

1. Mały pasaż; 6c+
2. Ścięcie; 7c
3. Pasaż; 7b+
4. Solid Air; 8a+
5. Mantla wejściowa; 6c
6. Dwa pasaże; 7c
7. Ścięcie + pasaż; 7c+/8a[5].

50 m poniżej Groty Komonieckiego znajduje się skała Stiepan, na której również uprawiany jest bouldering.